# 扭贻贝
扭贻贝（学名：Stavelia subdistorta）为贻贝科扭贻贝属的动物。分布于菲律宾、印度尼西亚、北澳大利亚、西非以及中国大陆的广西等地，属于暖水性种。其主要栖息于潮间带低潮线附近以及附着在岩石、石块、贝壳或珊瑚礁等物体上。该物种的模式产地在菲律宾。